# دی‌کلروفنول‌ایندوفنول
دی‌کلروفنول‌ایندوفنول (به انگلیسی: Dichlorophenolindophenol) با فرمول شیمیایی C۱۲H۷NCl۲O۲ یک ترکیب شیمیایی است. که جرم مولی آن ۲۶۸٫۱ g/mol می‌باشد. 